# Фернанду Періш
Фернанду Періш (порт. Fernando Peres, нар. 18 січня 1943, Оейраш) — португальський футболіст, що грав на позиції півзахисника. Згодом — футбольний тренер.
Виступав, зокрема, за клуб «Спортінг», а також національну збірну Португалії, у складі якої — бронзовий призер чемпіонату світу 1966 року.

## Клубна кар'єра
У дорослому футболі дебютував 1957 року виступами за команду клубу «Белененсеш», в якій провів вісім сезонів. 
Згодом з 1965 по 1968 рік грав за лісабонський «Спортінг», згодом протягом сезону грав за «Академіку», після чого ще на чотири роки повернувся до «Спортінга».
Протягом 1974—1975 років захищав кольори клубів «Васко да Гама», «Порту» та «Спорт Ресіфі».
Завершив професійну ігрову кар'єру у Бразилії, в клубі «Трезі», за команду якого виступав протягом 1976 року.

## Виступи за збірну
1964 року дебютував в офіційних матчах у складі національної збірної Португалії. Протягом кар'єри у національній команді, яка тривала 9 років, провів у формі головної команди країни 27 матчів, забивши 4 голи.
У складі збірної був учасником чемпіонату світу 1966 року в Англії, на якому команда здобула бронзові нагороди, проте протягом турніру був резервним гравцем і на поле не виходив.

## Тренерська робота
Невдовзі після завершення виступів на полі спробував свої сили на тренерській роботі, очоливши 1979 року команду «Уніан Лейрія». Згодом у 1980—1981 роках тренував «Віторію» (Гімарайнш), «Ештуріл-Прая» та «Санжуаненсі».
У 1990-х повертався на тренерську роботу — у 1993–1994 роках працював із командою «Жувентуд» (Евора), 1999 року був головним тренером лісабонського «Атлетіку».

## Титули і досягнення
- Чемпіон Португалії: 1965-66, 1969-70
- Володар Кубка Португалії: 1970-71, 1972-73
- Чемпіон Бразилії: 1974
- Чемпіон Європи (U-18): 1961
- Бронзовий призер чемпіонату світу: 1966